# Comparaggio
Il comparaggio è un reato diffuso in alcuni ambienti riguardanti la salute dei cittadini, come gli studi medici, gli ospedali e le farmacie.
Si tratta di una pratica per cui taluni medici, farmacisti, veterinari o altri operatori sanitari accettano denaro, premi, regali, viaggi (ad esempio sotto forma di partecipazione pagata a congressi svolgentisi in ricercate località turistiche) o donazioni da emissari dell'industria farmaceutica, in cambio della prescrizione di determinati farmaci o strumentazione diagnostica piuttosto che di altri, o anche nel caso in cui non esista un effettivo bisogno di ricorrere a tali prescrizioni.

## Effetti
La pratica del comparaggio non comporta necessariamente sempre un cambiamento nello scopo delle terapie: esse possono in alcuni casi comunque soddisfare le esigenze del paziente, ma spostano gli interessi economici dei sistemi sanitari nazionali verso l'arricchimento dell'industria farmaceutica e dell'operatore sanitario, come può avvenire prescrivendo un farmaco di marca in luogo del farmaco equivalente esistente e disponibile nel mercato.

## Sanzioni penali
In Italia il comparaggio è previsto come reato dal Regio Decreto 27 luglio 1934, n. 1265 "Testo Unico delle Leggi Sanitarie", agli artt. 170, 171 e 172, nonché dal decreto legislativo 24 aprile 2006, n. 219 "Codice del farmaco", all'art 147, comma 5.
È anche proibito dall'art. 31 del codice deontologico dell'ordine dei medici.
La condotta illecita del medico o del veterinario consiste per queste norme nell'accettazione di utilità di qualsiasi natura (o di promessa delle stesse) allo scopo di agevolare, con prescrizioni mediche o in qualsiasi altro modo, la diffusione di specialità medicinali o di ogni altro prodotto a uso farmaceutico, e analogamente è illecita la condotta del farmacista che altrettanto riceva per analoga agevolazione della diffusione di prodotti a danno di altri prodotti o specialità dei quali abbia pure accettata la vendita.